# LATAM Cargo Chile
A LATAM Cargo Chile, anteriormente denominada LAN Cargo, é uma empresa cargueira com sede no Aeroporto Internacional Comodoro Arturo Merino Benítez em Santiago no Chile, tendo neste aeroporto o HUB de suas operações nacionais e internacionais. Desde o dia 5 de maio de 2016 a companhia adotou a marca LATAM Airlines como última fase da fusão da LAN com a brasileira TAM.

## História
A LAN Cargo foi fundada em 1961, como empresa cargueira não regular. Fazia apenas voos charters e encomendas expressas.
Com o negócio indo bem, a Lan Cargo tomou a aquisição de novas aeronaves, aumentando a malha e passando a operar como linhas aérea cargueira regular no ano de 1963.
Com as novas aeronaves, vieram também novos destinos.A companhia passou a ter a rota Santiago-Miami-Santiago. A rota foi tão bem sucedida que a Lan Cargo passou a ter esse voo regularmente e diário.
Com a localização estratégica de Miami, a companhia montou neste aeroporto o seu segundo HUB, podendo espalhar a carga para os demais continentes do globo,sendo assim América do Norte, África e possivelmente mais tarde parte da Europa.
Com os anos passando, a Lan Cargo expandiu seus HUBS em aeroporto de América do Sul, gerando a cada vez uma malha maior para atender a demanda aérea. Possivelmente hoje, opera em diversos aeroportos da América do Sul, América do Norte e parte da Europa.

## Acordos em codeshare
A LATAM Cargo Chile possui acordos em codeshare com as seguintes companhias aéreas:
- Lufthansa Cargo - MD-11F
- Tampa Cargo - Boeing 767-200ER/F
- UPS - Boeing 757-200F
- FedEx - DC-10-30F
- Souther Air - Boeing 747-200F

## Frota
A LATAM Cargo Chile possui as seguintes aeronaves:
| Aeronave           | Total           | Notas                              |
| ------------------ | --------------- | ---------------------------------- |
| Boeing 767-200ER/F | 3               | (0 pedidos)                        |
| Boeing 767-300ER/F | 17              | equipados com Winglets (5 pedidos) |
| Boeing 777-200F    | 2               | (6 pedidos)                        |
| Total de aeronaves | 22 (11 pedidos) |                                    |

Obs:Números contam também as aeronaves de suas subsidiárias.

### Aeronaves retiradas de operação
- Boeing 707
- DC-8
- MD-11
- DC-10
- Boeing 727

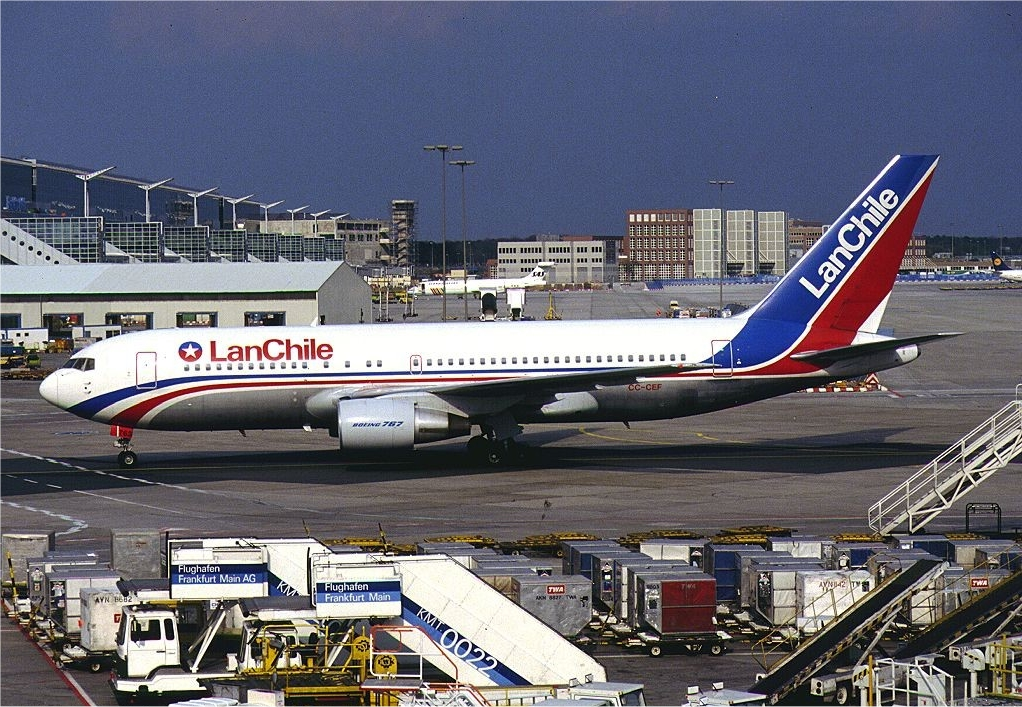
Antigo esquema de pintura de um Boeing 767-200 da companhia

Estas aeronaves foram retiradas de operação devido a aquisição de novíssimos Boeing's 767-300, que constituem a maior parte de sua frota.

## Subsidiárias
- LATAM Cargo Brasil - Boeing 767-300ER/F
- LATAM Cargo México - Boeing 767-300ER/F
- LATAM Cargo Colômbia - Boeing 767-300ER/F

Dentre estas companhias a LATAM Cargo Brasil (antiga ABSA Cargo Airline) é brasileira, e tem este esquema com a LATAM Cargo Chile, a sua controladora.
A LATAM Cargo México (antiga Mas Air) atua com a logística para a América do Norte e tem como sua base o Aeroporto Internacional da Cidade do México.
A Lanco é na verdade a LATAM Cargo Colômbia (antiga LAN Cargo Colômbia) e atua mais neste mesmo país.